# Micromelo undatus
Micromelo undatus är en snäckart som först beskrevs av Bruguiere 1792.  Micromelo undatus ingår i släktet Micromelo och familjen Aplustridae. Inga underarter finns listade i Catalogue of Life.